# Politik der offenen Tür

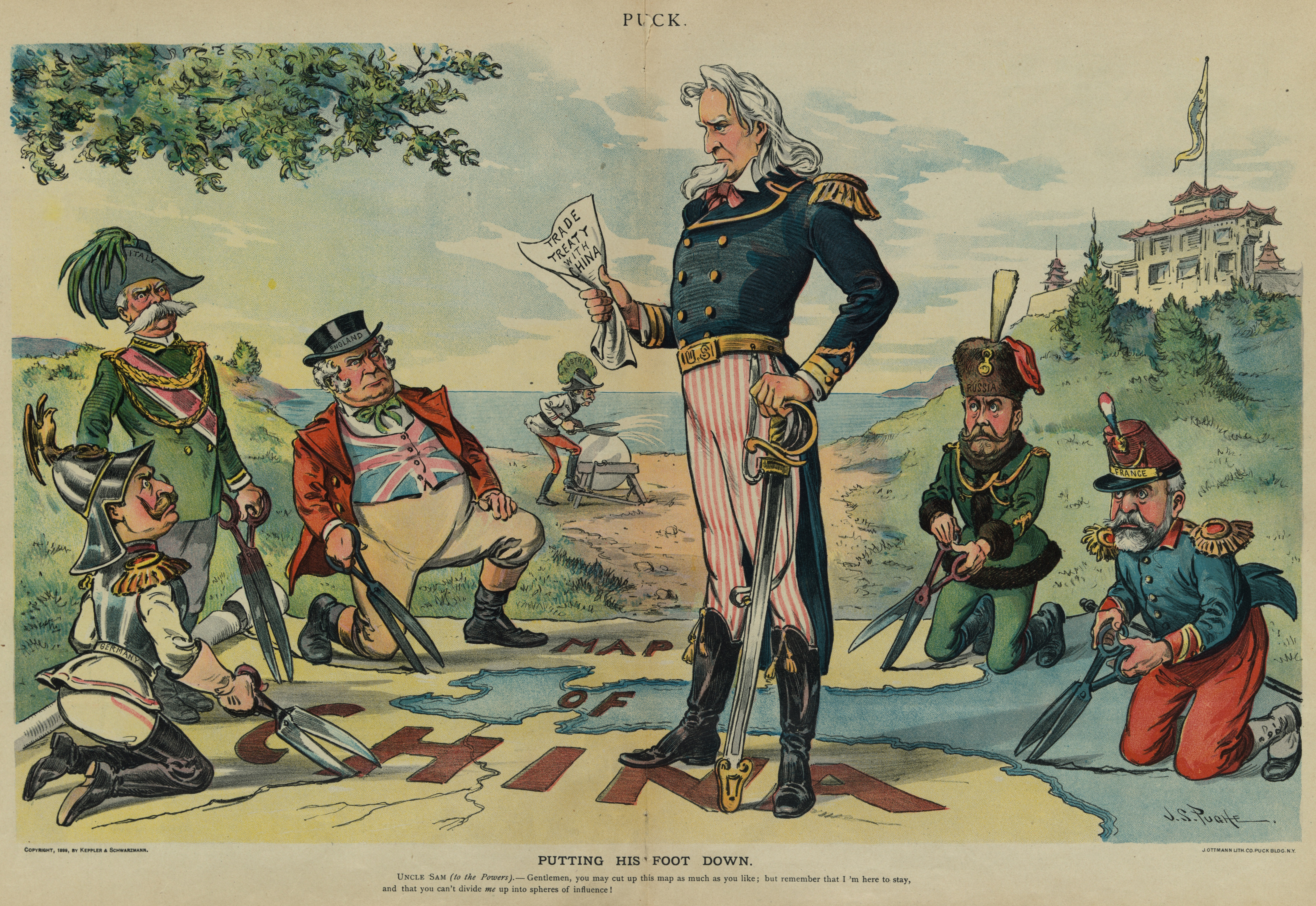
Karikatur in der Puck vom 23. August 1899: Uncle Sam steht auf einer Karte von China, die von europäischen Staatsoberhäuptern zerschnitten wird, und sagt: „Meine Herren, Sie können diese Karte so oft zerschneiden, wie Sie möchten, aber denken Sie daran, dass ich hier zu bleiben denke, und dass Sie mich nicht in Einflusssphären aufteilen können.“

Die Politik der offenen Tür (engl. Open door policy) ist eine besondere Form der Außen- und Wirtschaftspolitik. Sie regelte ursprünglich die Handelsbeziehungen zwischen den Großmächten im Kaiserreich China, die sich mittels militärischer Interventionen sowie Ungleicher Verträge ungehinderten Marktzugang in China und gegenseitig Konkurrenz verschafft hatten. Die Politik der offenen Tür garantierte allen mit China Handel treibenden Mächten gleiche wirtschaftliche Rechte und freien Zugang zu allen chinesischen Häfen. Obwohl die Politik der offenen Tür gemeinhin mit China in Verbindung gebracht wird, übertrugen die Großmächte das Konzept spätestens seit der Kongokonferenz auf Gebiete in verschiedenen Ländern.
Die Politik der offenen Tür wurde erstmals im September/November 1899 durch die Vereinigten Staaten (USA) in einer Note gegenüber den europäischen Weltmächten und Japan postuliert. Damit versuchten die USA, die sich nach dem Spanisch-Amerikanischen Krieg (1898) zu einer ostasiatischen Großmacht entwickelten, eigene geopolitische sowie wirtschaftliche Interessen in der Region durchzusetzen und die Aufteilung Chinas durch die damaligen europäischen Großmächte und Japan zu hemmen.

## Die Situation Chinas vor der Politik der offenen Tür

Chinesische Provinzen und Grenzen im Jahr 1820 vor dem Ersten Opiumkrieg

Mitte des 19. Jahrhunderts begann „The Great Game“, der Kampf der Großmächte um Zentralasien. Insbesondere das rohstoffreiche China stand im Mittelpunkt der militärischen Auseinandersetzungen um wirtschaftliche Vorherrschaft. Die britische Weltmacht legte die Hand auf die chinesischen Zentralprovinzen: von Shanghai am Gelben Meer, den Jangtse entlang nach Westen bis zum wirtschaftlich prosperierenden Szechuan, inklusive Tibet bis zur indischen Grenze; Frankreich wollte mit Südchina die „natürliche Erweiterung“ seiner Kolonialansprüche in Indochina erreichen; Russland erhob Ansprüche auf die Äußere Mongolei nebst der gesamten Mandschurei, und geriet dabei mit Japan in dauerhaften Konflikt, das die Innere Mongolei und die Mandschurei als sein Einflussgebiet betrachtete.
Bereits im Ersten Opiumkrieg (1839–1842) gelang es Großbritannien, eine Öffnung des chinesischen Marktes zu erzwingen. Im Zweiten Opiumkrieg (1856–1860) gingen Frankreich und Großbritannien gemeinsam in China vor. Zeitgleich verlegte die Kaiserlich Russische Armee zehntausende Soldaten an die Grenze zur Äußeren Mandschurei und begann, sukzessive die Kontrolle über das Amurgebiet zu übernehmen. Dem aggressiven Vorgehen der Großmächte an nahezu allen chinesischen Grenzen konnte die Qing-Dynastie kaum Gegenwehr entgegensetzen und sah sich gezwungen, eine Reihe sogenannter Ungleicher Verträge abzuschließen. China verlor dadurch allein an Russland rund 1,5 Millionen Quadratkilometer seines Territoriums.
Fast jeder europäische Staat versuchte daraufhin, die gleichen Rechte und Konzessionen wie seine Rivalen in China zu erhalten. Auch das Deutsche Kaiserreich sicherte sich mit Kiautschou – und sogar Portugal mit Macau – einen der sogenannten Vertragshäfen. China selbst verlor damit seine Vormachtstellung in Asien und wurde zu einem halbkolonialen Protektorat der Großmächte. Der Einbruch des westlichen Kapitalismus nebst billiger Industriewaren zerstörte das chinesische Gewerbe und Handwerk, was zu einem sozialen Verfall und sinkendem Lebensstandard in China führte.

## Das Auftreten der USA
Am Ende des 19. Jahrhunderts standen bedeutende Gebiete Chinas unter europäischer Kontrolle. Dies erschwerte insbesondere den ebenfalls auf wirtschaftliche Expansion ausgerichteten USA einen Zugang zum chinesischen Markt. Mit dem Erwerb der Philippinen nach dem Spanisch-Amerikanischen Krieg von 1898 wurden die USA in Asien präsent, sahen sich jedoch zu diesem Zeitpunkt militärisch nicht in der Lage, ihre geopolitischen und wirtschaftlichen Interessen bei der Aufteilung der Welt gegenüber den europäischen Großmächten und Japan durchzusetzen.
Um China als Absatzmarkt nicht an die europäischen Mächte nebst Japan zu verlieren und um eine territoriale Aufteilung Chinas wie in Afrika geschehen zu verhindern, forderte US-Außenminister John Hay die Anwendung der Open Door Policy auf ganz China. Dies sollte den USA ermöglichen, in China zu handeln, ohne sich mit den Weltmächten militärisch auseinandersetzen zu müssen. John Hay schlug 1898 den rivalisierenden Staaten vor, den territorialen Status quo in China sicherzustellen und statt in Konkurrenz besser durch Freihandel gemeinsam zu agieren. Das Konzept stieß auf Akzeptanz und wurde offiziell nur von Russland abgelehnt.

## Das Scheitern der Politik der offenen Tür
1902 protestierte die US-amerikanische Regierung nach dem Boxeraufstand gegen den russischen Übergriff in der Mandschurei und bezeichnete ihn als eine Verletzung der Politik der offenen Tür. Nach der Niederlage Russlands im Russisch-Japanischen Krieg verständigten sich die USA mit Japan über die Fortführung der Politik der offenen Tür. Doch wurde die Politik der offenen Tür schon 1917 in Geheimverhandlungen, in denen Japan bei erfolgreichen Ausgang des Krieges die deutschen Besitzungen in China zugesprochen bekam, zwischen den Alliierten und Japan geschwächt.
Nach dem Ersten Weltkrieg formierte sich in der Republik China ein nationaler Widerstand gegen die fremden Mächte, der 1919 mit der Bewegung des vierten Mai erstmals zum Ausdruck gebracht wurde und 1925 in der Bewegung des 30. Mai einen Höhepunkt fand. Während die westlichen Mächte die Politik der offenen Tür unverändert beibehielten, erhob Japan neben den wirtschaftlichen zunehmend territoriale Ansprüche in China. Gleichfalls setzte die Sowjetunion die Expansionspolitik der zaristischen Regierung de facto fort. Die Auseinandersetzungen führten 1927 zum Chinesischen Bürgerkrieg, 1929 zum Sowjetisch-Chinesischen Grenzkrieg und 1937 zum Zweiten Japanisch-Chinesischen Krieg.
Formal wurde die Politik der offenen Tür nach der japanischen Besetzung der Mandschurei und der Gründung Mandschukuos aufgegeben. Nach dem Zweiten Weltkrieg haben alle großen Kolonialmächte sukzessive ihre im Zeitalter des Imperialismus gesammelten Territorien in China wieder preisgeben müssen, allein Russland hielt seinen vollen Besitzstand. Dieses Faktum gilt unter Historikern als Hauptursache des Chinesisch-Sowjetischen Zerwürfnisses, das 1969 im Chinesisch-Sowjetischen Grenzkonflikt gipfelte. Erst 2004 verzichtete China auf die an Russland verlorenen Gebiete und einigte sich in einem Abkommen mit der Russischen Föderation über den endgültigen Grenzverlauf. Ratifiziert wurde der Vertrag zwischen beiden Staaten am 23. Juli 2008.